# Univision Tlnovelas
Univision Tlnovelas é uma rede de televisão americana  a cabo dedicada à telenovelas. Ela é de propriedade da Univision Communications e tem uma programação parceria com a Televisa. O canal foi lançado em 1 de março de 2012.

## História
Univision tlnovelas foi anunciada em maio de 2011, como parte de três novos canais por Tv acabo, lançado pela Univision Communications.
A Univision Communications chegou a seu primeiro acordo de TV paga com a Dish Network para transmitir os canais em janeiro de 2012.
A Univision tlnovelas começou a transmitir em 1 de março de 2012. Em 11 de maio de 2012, a AT & T U-verse assinou um contrato de transporte com a Univision Communications para transmitir o canal, junto com a Univision Deportes Network. .

## Programação
Programação para Univision Tlnovelas é preenchido pela biblioteca de telenovelas daTelevisa, incluindo telenovelas que nunca foram ao ar nos Estados Unidos.